# Тиха Вода (притока Гнильця)
Тиха Вода (словац. Tichá voda) — річка в Словаччині, права притока Гнильця, протікає в окрузі Ґелниця
Довжина — 12.6-18.8 км. Витік знаходиться в масиві Воловські гори — на висоті 1155 метрів. Впадає річка Генцлова Протікає територією сіл Генцлова і Налепково.
Впадає у Гнилець на висоті 506 метрів.